# Towa Yamane
Towa Yamane (山根 永遠 Yamane Towa?, Hiroshima, Hiroshima, 5 de febrero de 1999) es un futbolista japonés que juega como delantero en el Yokohama FC.

## Trayectoria

### Clubes
| Club                      | País  | Año       |
| ------------------------- | ----- | --------- |
| Cerezo Osaka              | Japón | 2017-2021 |
| Zweigen Kanazawa (cedido) | Japón | 2019-2020 |
| Mito HollyHock (cedido)   | Japón | 2021      |
| Thespakusatsu Gunma       | Japón | 2022      |
| Yokohama FC               | Japón | 2022-     |

## Vida personal
Es hijo del exfutbolista Iwao Yamane.